# Justice for Jews from Arab Countries
Justice for Jews from Arab Countries (Abkürzung JJAC, dt. Gerechtigkeit für Juden aus arabischen Ländern) ist eine jüdische Lobbyorganisation mit Sitz in West Orange. Sie ist als gemeinnützige Organisation 501(c)(3) in den USA registriert.

## Geschichte
JJAC wurde 2002 von der Conference of Presidents of Major American Jewish Organizations und der American Sephardi Federation gegründet. Ziel ist die Gewährung von Frieden mit Palästina allein im Austausch gegen die Befriedigung von Restitutionsansprüchen jüdischer Mizrahim des Palästinakrieges von 1948.
JJAC betreibt Lobbyarbeit bei den politischen Institutionen in Washington, London und Brüssel sowie in Israel über die Schas-Partei. Sie stützt sich etwa auf die Publikation des Ökonomen Stanley Zabludoff für das Jerusalem Centre for Public Affairs, wonach arabische Juden durch den „Bevölkerungsaustausch“ nach heutigem Wert 6 Milliarden US-Dollar ihres Besitzes verloren hätten und somit 50 % mehr als die Palästinenser.
Der israelische Historiker Avi Shlaim stellt hingegen fest, dass allein irakische und libysche Juden einem Auswanderungszwang unterlagen. Andere wurden durch zionistische Organisationen unter Druck und Versprechungen oder auch vom Mossad mittels Falsche-Flagge-Operationen zum Umzug nach Israel genötigt. Juden aus arabischen Ländern stellen heute die Hälfte der israelischen Bevölkerung.
JJAC wird u. a. vom American Jewish Committee, dem American Jewish Congress, der Anti-Defamation League und B’nai Brith International finanziert. Zu ihren Mitgliedern zählt der Zentralrat der Juden in Deutschland.